# Entrepôt de la Compagnie danoise des Indes occidentales et de Guinée de Christiansted
L'entrepôt de la Compagnie danoise des Indes occidentales et de Guinée est situé à Christiansted dans les Îles Vierges des États-Unis. Il fait partie du Site historique national de Christiansted.

## Historique
Construit vers 1750, l'entrepôt de la Compagnie danoise des Indes occidentales et de Guinée a été le centre commercial danois à Sainte-Croix aux XVIIIe et XIXe siècles. Après la fin de son utilisation comme entrepôt au XIXe siècle, le bâtiment servit de bureau télégraphique, puis devint un bureau de poste et un bureau de douane après que les États-Unis eurent acheté les îles.

## Architecture

### Architecture extérieure
Le bâtiment est représentatif de l'architecture coloniale danoise avec des murs en en briques importées, une cour intérieure et plusieurs citernes. 